# Freyeria
Genre
Freyeria est un genre de lépidoptères (papillons) de la famille des Lycaenidae et de la sous-famille des Polyommatinae.

## Systématique et phylogénie
Le genre Freyeria a été décrit par l'entomologiste suisse Ludwig Georg Courvoisier en 1920.
Son espèce type est Lycaena trochylus Freyer, 1845.
Le genre est classé dans la famille des Lycaenidae, la sous-famille des Polyommatinae et la tribu des Polyommatini.
Il a été traité par certains auteurs comme un synonyme ou un sous-genre de Chilades, mais la phylogénétique moléculaire a montré qu'il doit être considéré comme un genre distinct. 

## Liste des espèces
Selon Funet :
- Freyeria putli (Kollar, [1844]) — Asie du Sud, Australie.
- Freyeria minuscula (Aurivillius, 1909) — Madagascar.
- Freyeria trochylus (Freyer, 1845) — l'Azuré de l'héliotrope — Afrique, Asie, Sud-Est de l'Europe.

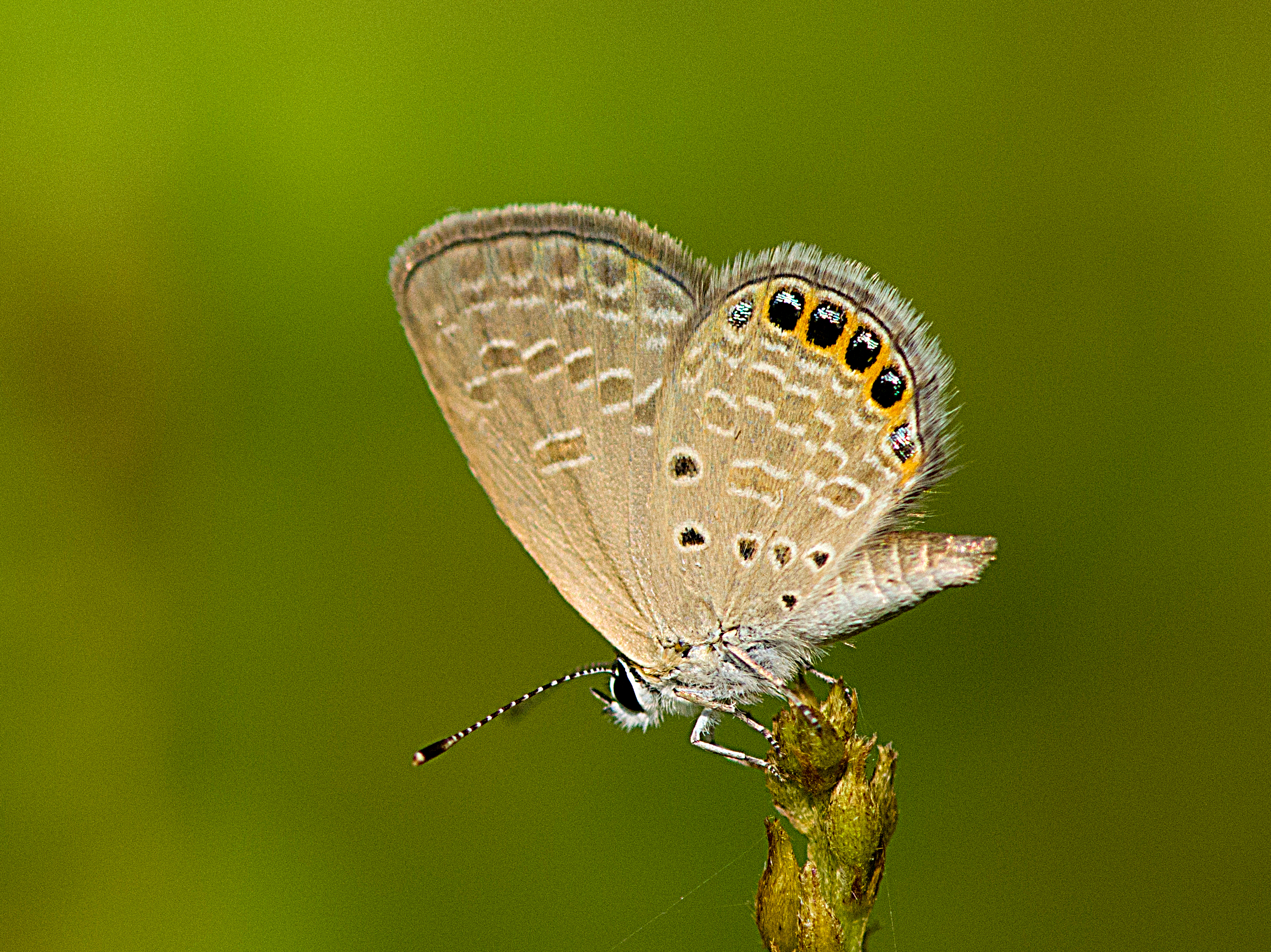
Freyeria putli
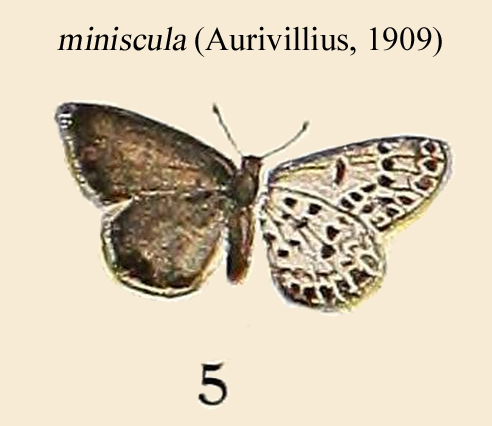
Freyeria minuscula
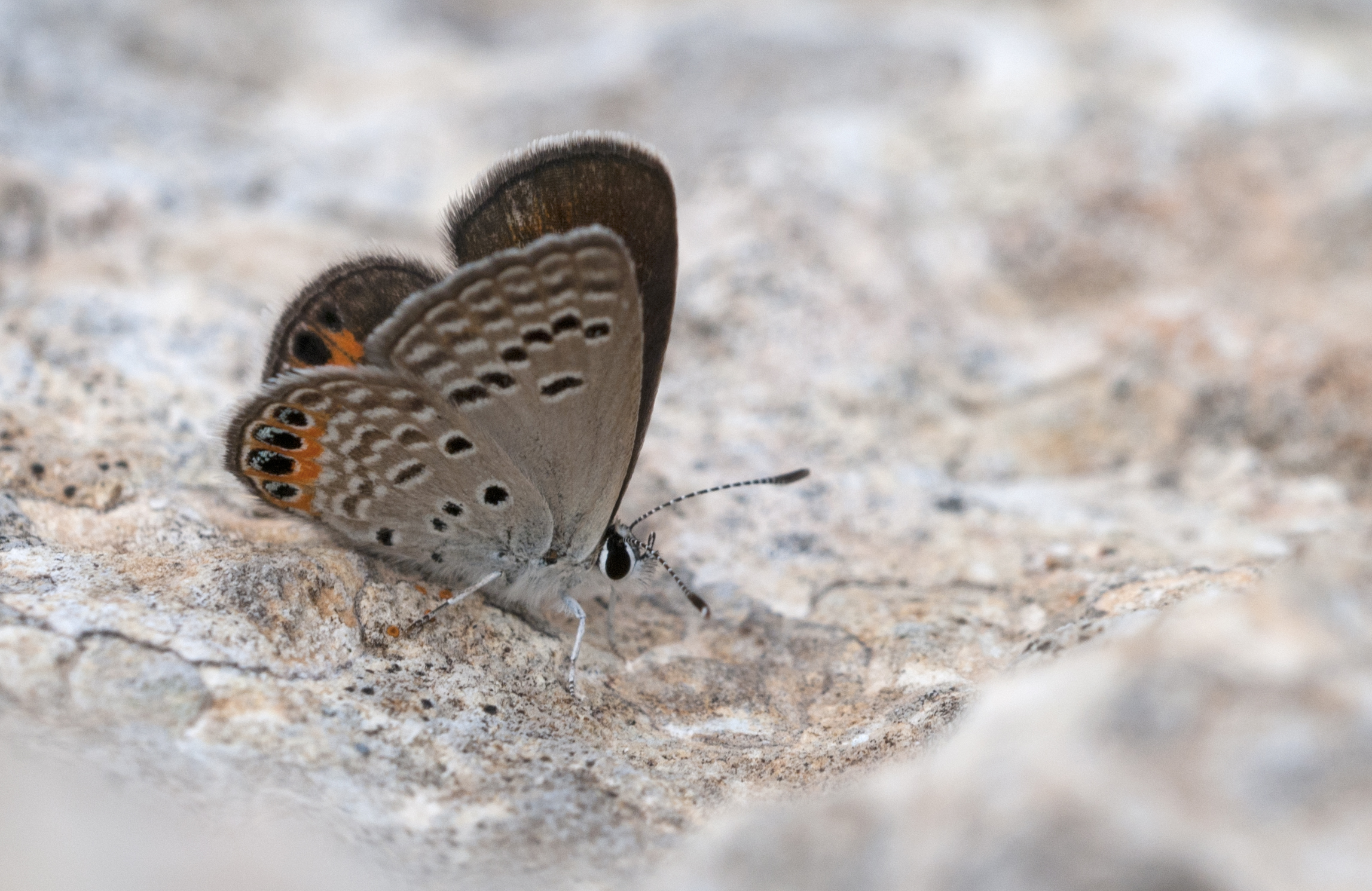
Freyeria trochylus